# Malmheim
Malmheim (eller Julebygda) är en tätort i Sandnes kommun i Rogaland fylke i sydvästra Norge. Orten ligger där fylkesväg 4476 möter fylkesväg 4512, väster om staden Sandnes. Här finns Julebygda kapell.
Tidigare har orten tillhört dåvarande Høylands kommun.